# 庆岭活鱼
庆岭活鱼是发源于吉林省吉林市所辖蛟河市庆岭镇的一种著名食品。一般由产自松花江的新鲜鲤鱼烹制。其主要特点是在烹调中使用一种当地特点的名为把蒿的植物，因此有该植物特有的香气。